# Deusa Tríplice
Nas religiões pagãs, em especial na religião Wicca, o símbolo mais importante utilizado na representação da Deusa é a própria Lua.
Dessa forma (onde é chamada de Deusa Tríplice), associando-se às três fases visíveis da Lua, manifesta-se de três maneiras:
- Na lua nova/crescente, A Deusa é a Donzela (representando a pureza e a busca pelo conhecimento).
- Na lua cheia, Ela é a Mãe (representando poder, proteção e carinho maternal).
- Na lua minguante, Ela é a Anciã (representando sabedoria, conhecimento e renovação).

Esses são os seus três diferentes aspectos.
A Deusa Tríplice é um tema de muitos dos escritos de Robert Graves e tem sido adotado por muitos neopagãos (notavelmente wicanos) como uma de suas divindades primárias. O termo deusa tripla é infrequentemente usado fora do neopaganismo para se referir a tríades de deusas e singulares deusas históricas de três formas ou aspectos. No uso neopagão comum, as três figuras femininas são frequentemente descritas como a Donzela, a Mãe e a Anciã, cada qual simbolizando ambos um estágio separado num ciclo da vida feminina e uma fase lunar, e frequentemente regem um dos reinos da terra, do submundo e dos céus. Esses aspectos podem ou não ser percebidos como aspectos de uma singular divindade maior. A parte feminina do sistema teológico duoteístico da Wicca é algumas vezes retratado como uma Deusa Tripla, sendo sua contraparte masculina o Deus Cernuno.
Muitos outros sistemas de crença neopagãos além da Wicca seguem Graves em seu uso da figura da Deusa Tripla e ela continua sendo uma influência no feminismo, na literatura, na psicologia junguiana e na crítica literária.

## Origens
A relação entre a neopagã Deusa Tripla e a religião anciente é disputada. Ronald Hutton, estudioso do neopaganismo, argumenta que o conceito da deusa da tripla Lua como Donzela, Mãe e Anciã, cada qual faceta correspondente a uma fase lunar, é criação moderna de Robert Graves, extraído do trabalho de estudiosos do século XIX e XX como, especialmente, Jane Harrison; e também Margaret Murray, James Frazer e de outros membros da escola "mito e ritual" - ou Ritualistas de Cambridge, e do escritor e ocultista Aleister Crowley. A Deusa Tripla foi distinguida por Hutton da pré-histórica Deusa Mãe, como foi descrito por Marija Gimbutas e outros, para os quais a devoção em tempos ancientes consideraram nem comprovada nem não comprovada. Tampouco Hutton disputou que, na devoção pagã anciente, "parceria das três mulheres divinas" tenha ocorrido;